# Медушевская, Ольга Михайловна
О́льга Миха́йловна Медуше́вская (6 октября 1922, Москва, Московская губерния, РСФСР — 9 декабря 2007, там же, Россия) — советский и российский историк, источниковед и теоретик науки. Доктор исторических наук, профессор.

## Биография
Родилась в семье служащего. Отец происходил из семьи священника села Медуши Ковровского уезда Владимирской губернии, мать — швейцарка.
Выпускница Московского историко-архивного института (1940—1944). После окончания института работала научным сотрудником Главного архивного управления.
С 1950 года жизнь Медушевской была связана с кафедрой вспомогательных исторических дисциплин историко-архивного института (ныне РГГУ), где она работала преподавателем, доцентом, профессором.
Кандидат исторических наук («Русские географические открытия на Тихом океане и в Северной Америке (50-е − начало 80-х гг. XVIII в)», 1952), доктор исторических наук («Теоретические проблемы источниковедения», 1975), профессор кафедры источниковедения и вспомогательных исторических дисциплин МГИАИ (1979), ИАИ РГГУ (1991). Заслуженный профессор РГГУ. Член Археографической комиссии РАН. Автор более 200 печатных работ.
Похоронена на семейном участке Ваганьковского кладбища в Москве.
Племянник — доктор философских наук А. Н. Медушевский.

## Награды
- Награждена четырьмя медалями, в том числе «В память 850-летия Москвы».
- Награждена знаком «Почётный архивист».

## Основные работы
Отдельные издания
- Картографические источники XVII—XVIII веков. М., 1957. 26 с.
- Картографические источники первой половины XIX века. М., 1959. 45 с.
- Атлас географических открытий в Сибири и в Северо-Западной Америке XVII—XVIII вв. / сост. М. А. Белов, А. В. Ефимов, О. М. Медушевская. М.: Наука, 1964. 165 с. + вкл.
- Теоретические проблемы источниковедения: Учеб. пособие / МГИАИ. М., 1977. 86 с.
- Современное зарубежное источниковедение: Учеб. пособие для студ. вузов. — М.: Высшая школа, 1983. — 144 с.
- Источниковедение социалистических стран: Учеб. пособие / МГИАИ. М., 1985. 101 с.
- История источниковедения XIX—XX вв.: Учеб. пособие. М.: МГИАИ, 1988. 70 с.
- Источниковедение и вспомогательные исторические дисциплины в современной зарубежной ар-хивистике: Аналит. обзор / Главархив СССР. ОЦНТИ. М., 1990. 40 с.
- Источниковедение: теория, история и метод / Отв. ред. канд. ист. наук, доц. М. Ф. Румянцева. — М.: РГГУ, 1996. — 80 с. — (Новая информационная среда преподавания гуманитарного знания в высшей школе России). — 1000 экз. — ISBN 5-7281-0060-0.
- Медушевская О. М., Румянцева М. Ф. Методология истории: Учеб. пособие… / М.: РГГУ, 1997. 72 с.
- [Чл. авт. коллектива]: Источниковедение: Теория. История. Метод. Источники российской истории: Учеб. пособие / Ин-т «Открытое о-во», РГГУ. М.: РГГУ, 1998. 702 с. Из содерж.: Ч. 1: Теория, история и метод источниковедения. С. 19-168. Единое окно доступа к образовательным ресурсам
- Данилевский И. Н., Кабанов В. В., Медушевская О. М., Румянцева М. Ф. Источниковедение. — М.: РГГУ, 2004. — 702 с. — 4000 экз. — ISBN 5-7281-0090-2.
- Теория и методология когнитивной истории. — М.: РГГУ, 2008. — 368 с. — 1500 экз. — ISBN 978-5-7281-1057-6.
- Теория исторического познания: Избранные произведения. — М.: Университетская книга, 2010. — 576 с. — (Российские Пропилеи). — 1000 экз. — ISBN 978-5-88415-999-0.
- Пространство и время в науках о человеке: Избранные труды. — М.: Центр гуманитарных инициатив, 2013. — 463 с. — (Humanitas). — 2000 экз. — ISBN 978-5-98712-129-0.

Статьи
- Картографические источники по истории русских географических открытий на Тихом океане во второй половине XVIII в. // Труды Моск. Гос. историко-архивн. ин-та. — Т. 7. — М., 1954.
  - Изд. на англ. яз.: Medushevskaya Ol’ga M. Cartographic sources for the History of the Russian Geographic Discoveries in the Pacific Ocean in the Second Half of the 18th Century / Transl. by James R. Gibson // The Canadian Cartographer. — Vol. 9. — December. — 1972. — P. 99-121.
- Источниковедение и гуманитарная культура // Отечественные архивы. 1992. № 4;
- Генеалогия в системе современного знания // Вестник архивиста. 1993. № 4;
- Генеалогия в зарубежных исследованиях // Генеалогические исследования. М., 1994.